# Gorik Gardeyn
Gorik Gardeyn (Tielt, 4 de gener de 1991) és un ciclista belga, professional des del 2001 fins al 2016.

## Palmarès
- 1999
  - 1r a la París-Tours sub-23
- 2000
  - 1r a l'Omloop Het Nieuwsblad sub-23
- 2001
  - Vencedor d'una etapa a la Volta a Dinamarca
- 2005
  - 1r al Classic Haribo
  - 1r al Circuit del País de Waes
- 2006
  - 1r al Premi Nacional de Clausura
- 2007
  - Vencedor d'una etapa a la Volta a Bèlgica

### Resultats al Giro d'Itàlia
- 2004. 125è de la classificació general